# Вележ (гора)
Вележ (серб. Вележ) — гора в Республіці Сербській. Знаходиться в Східній Герцеговині. Її висота становить 1 969 метрів над рівнем моря. Біля підніжжя гори знаходиться місто Мостар. На горі пасуть худобу, хоча на її схилах, крім північного, практично немає джерел води крім витоку річки Буни. Над лісовою зоною до вершини знаходиться ряд великих глибоких ям зі снігом з яких влітку дістають сніг для водопою худоби, Північна сторона гори багата водою, там знаходиться і невелике гляціальне озеро. На захід від гори пролягає залізниця, що сполучає Сараєво з узбережжям Адріатики.

## Галерея

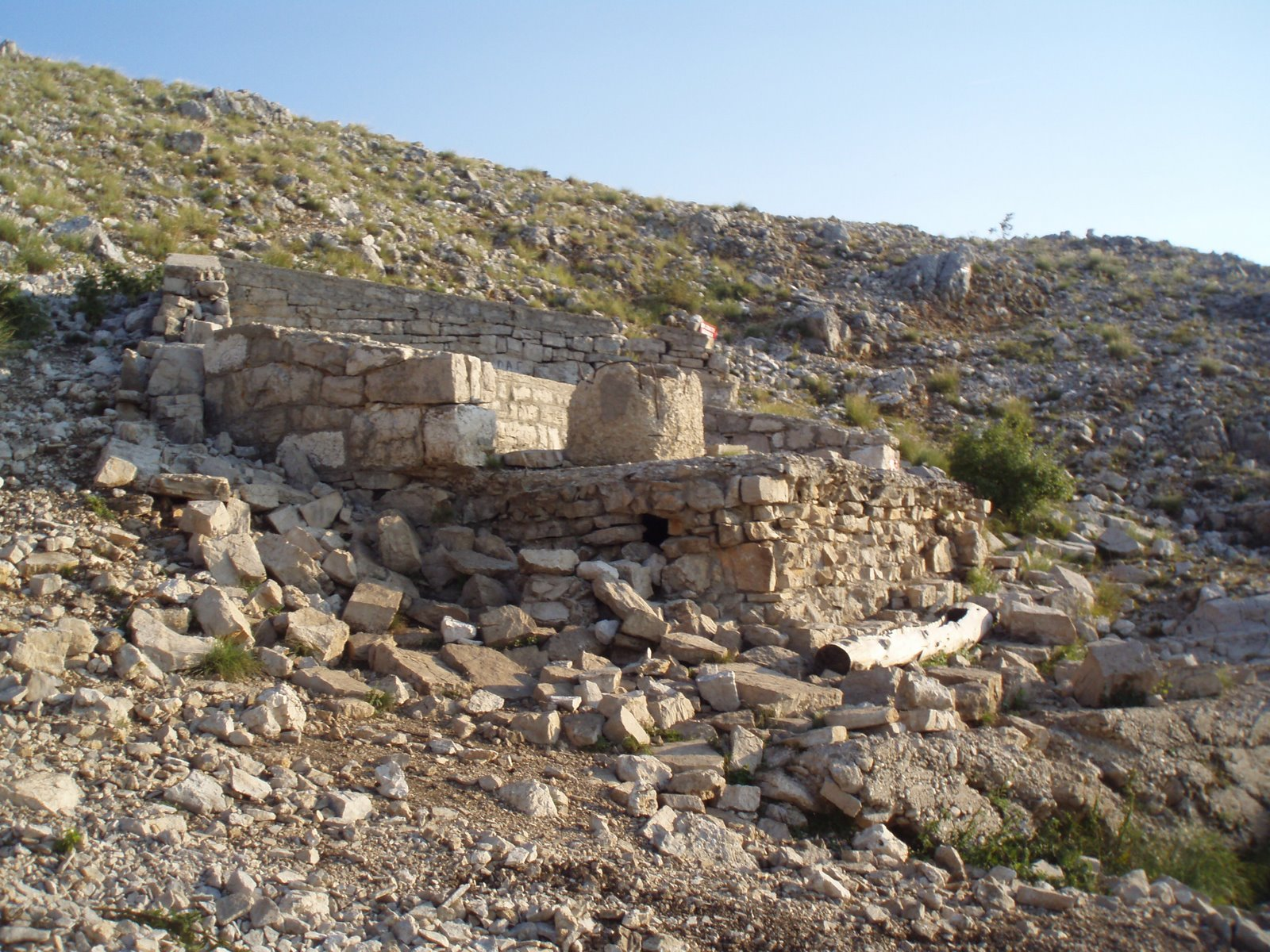
Старе укріплення на горі
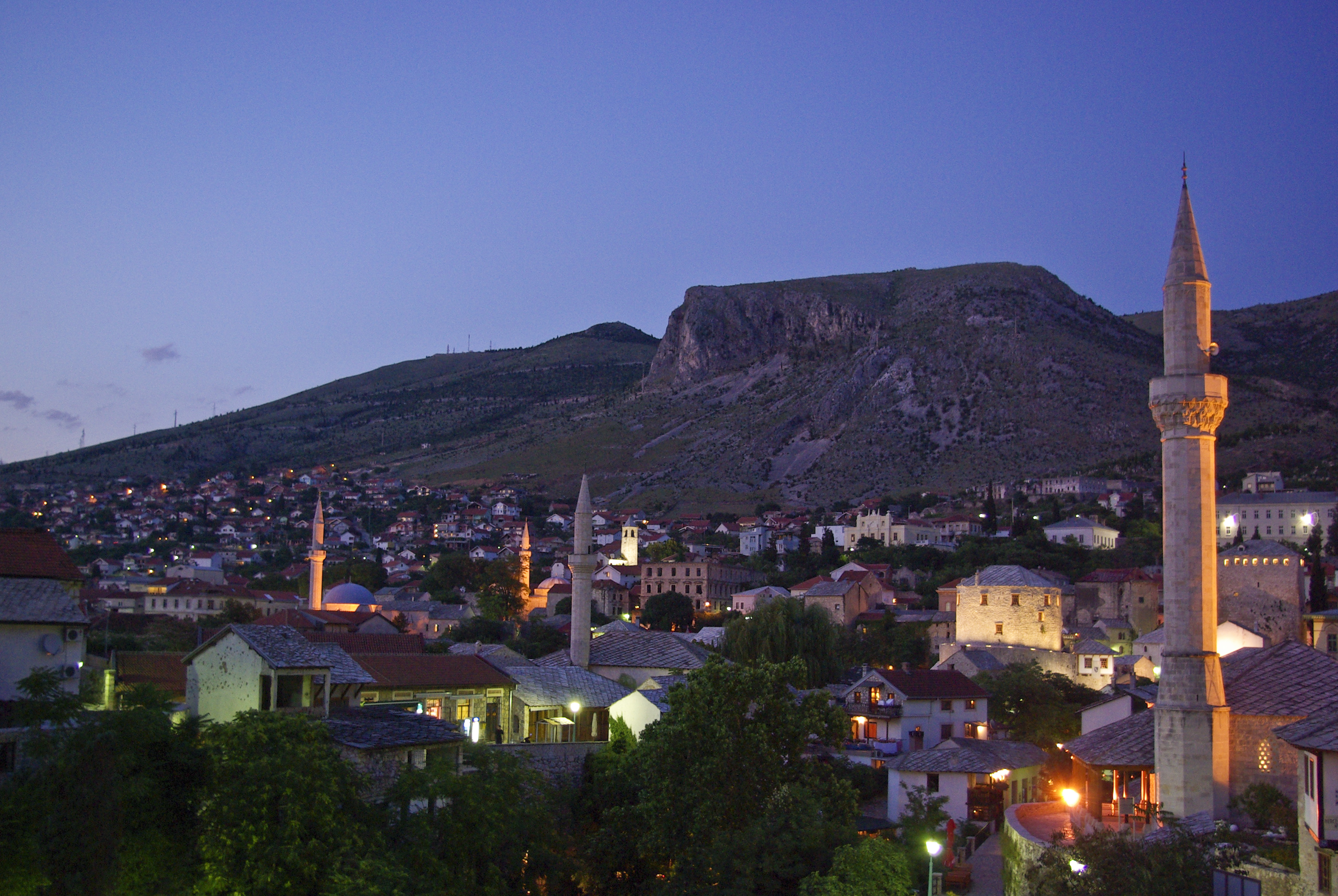
Вид на гору вночі
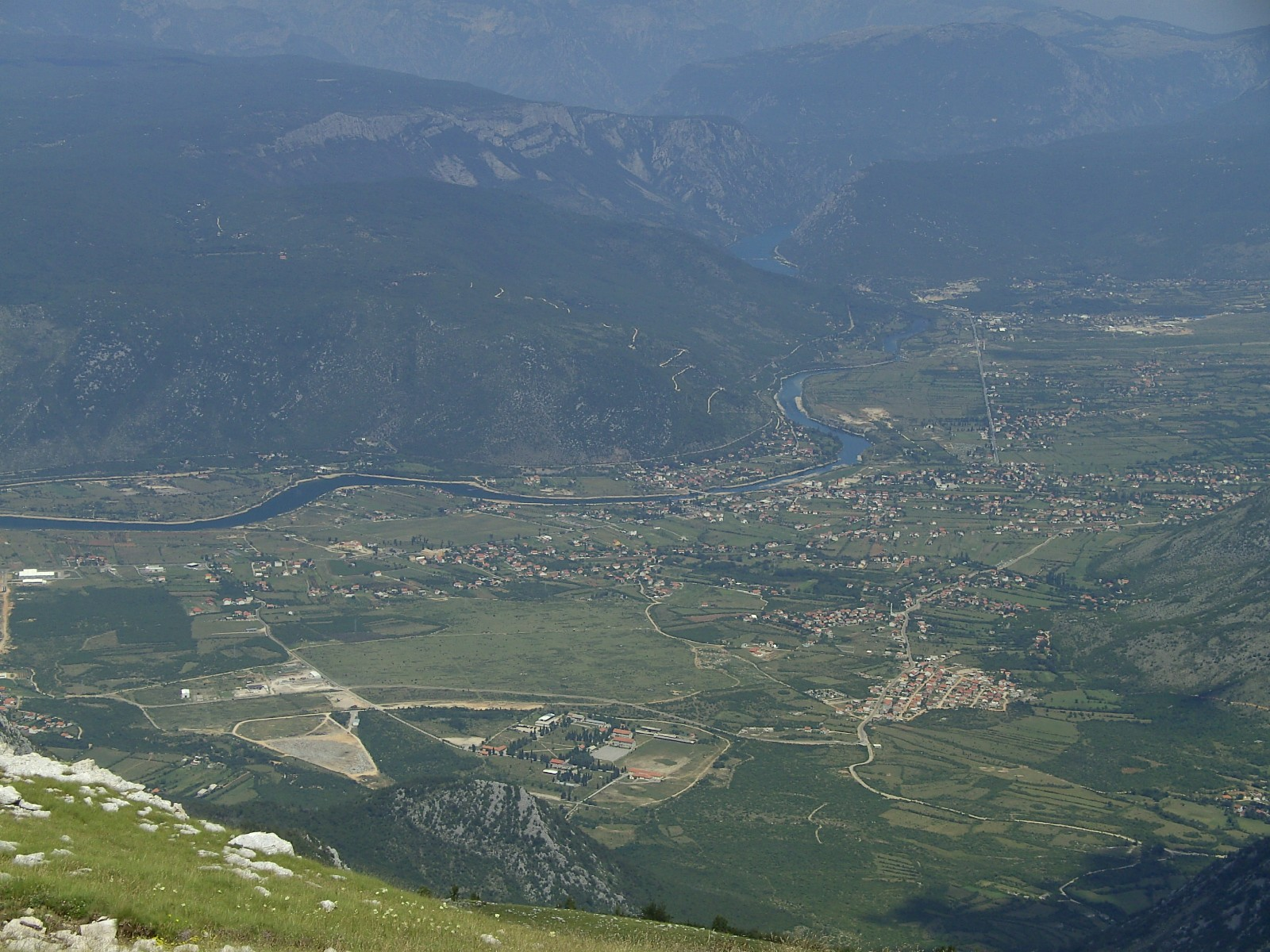
Долина Неретви, вид з Вележа